# Seeking a Friend for the End of the World
Seeking a Friend for the End of the World é um filme norte-americano de comédia e drama de 2012, escrito e dirigido por Lorene Scafaria em sua estreia como diretora. O filme tem a participação de Steve Carell e Keira Knightley. O título e a trama do filme foram inspirados na música "Preaching the End of the World", do álbum Euphoria Morning (1999) de Chris Cornell.

## Sinopse
A Terra está condenada a ser destruída pelo asteroide Matilda em um período de três semanas, depois que uma missão para destruir o asteroide fracassa. Dodge (Steve Carell), um tranquilo vendedor de seguros da cidade de Nova Iorque, é deixado pela sua esposa Linda (Nancy Carell), mas tenta manter a sua rotina de vida, indo normalmente para o trabalho apesar de todo o caos e destruição a sua volta. Ele se encontra com a sua vizinha Penny (Keira Knightley), que está triste por ter perdido seu último voo para a sua cidade natal para ver seus parentes. Ela entrega para ele uma velha correspondência que o carteiro havia entregado em sua casa por engano. Dodge encontra na correspondência uma carta de Olivia, uma menina que Dodge tinha uma queda durante o ensino médio, dizendo que ela havia se divorciado havia três meses e que estava com saudades dele. Quando arruaceiros invadem o seu bairro, queimando e destruindo tudo, Dodge e Penny saem da cidade juntos para encontrar Olivia, enquanto o fim do mundo se aproxima.

## Elenco
- Steve Carell como Dodge Petersen
- Keira Knightley como Penny Lockhart
- William Petersen como Glenn
- Melanie Lynskey como Karen Amalfi
- Adam Brody como Owen
- Tonita Castro como Elsa
- Mark Moses como Âncora
- Derek Luke como Alan Speck
- Connie Britton como Diane
- Patton Oswalt como Roache
- Rob Corddry como Warren
- Rob Huebel como Jeremy
- Gillian Jacobs como Katie
- T.J. Miller como Darcy
- Amy Schumer como Lacey
- Jim O'Heir como Xerife
- Martin Sheen como Frank Petersen
- Nancy Carell como Linda Petersen
- Roger Aaron Brown como Alfred
- Leslie Murphy como Amy
- Kasey Campbell como Danny

## Produção
A diretora Lorene Scafaria queria contar "uma história sobre um menino que encontra uma menina sob um relógio acelerado", motivada por acontecimentos recentes na sua própria vida, incluindo uma "morte na família, uma separação e um novo relacionamento".  A história de "um romance inesperado nascendo entre dois estranhos durante uma viagem de carro improvisada" é território familiar para Scafaria, ja que essa era a premissa do seu roteiro anterior no filme Nick and Norah's Infinite Playlist.
Scafaria disse que Adam Brody a ajudou a escrever o script, lhe dando uma perspectiva masculina para a trama.
As filmagens começaram em maio de 2011 em Los Angeles, California.

## Recepção
O filme recebeu análises mistas dos críticos, com muitos elogiando o elenco, particularmente Knightley e Carell.  De acordo com o site Rotten Tomatoes, 56% dos críticos deram ao filme uma análise positiva." Roger Ebert, crítico de cinema do Chicago Sun Times, deu ao filme uma análise positiva e disse que "As melhores partes desse doce filme envolvem os seus trechos do meio da trama, quando o tempo, no entanto, limitado, chega à frente, e os personagens fazem o que podem para prevalecer em face da calamidade. Como posso reclamar que eles não foram inteiramente bem sucedidos? Não é o dilema da trama o dilema essencial da vida?", Joe Neumaier do New York Daily News disse que o filme é "Um dos mais emocionantes do ano"  Escrevendo para a revista Vogue, o crítico de cinema Nathan Heller disse que o roteiro "precisa desesperadamente de uma boa edição" enquanto elogiava as atuações de Knightley e Carell, afirmando: "Carell e, mais surpreendentemente, Knightley são comediantes suficientemente proficientes para vender a brincadeira".
O filme foi mal em sua semana de estréia, arrecadando apenas $3 milhões,conseguindo ficar em quarto lugar no UK Box Office para a semana do dia 15 de julho de 2012.

}}